# Oonops aristelus
Oonops aristelus är en spindelart som beskrevs av Arthur M. Chickering 1972. Oonops aristelus ingår i släktet Oonops och familjen dansspindlar. Inga underarter finns listade i Catalogue of Life.